# چرخ جغجغه

یک چرخ جغجغه شامل (a) شیطانک و (b) چرخ دنده‌ای.

چَرخ جـِغجـِغه یا چرخ ضامن‌دار چرخی است با دندانه‌های شیبدار که با ضامنی درگیر است. این ضامن که شیطانک نامیده می‌شود باعث می‌شود که چرخ جغجغه تنها بتواند رو به جلو حرکت کند.
چرخ جغجغه و چرخ حلزون از وسایلی هستند که به‌طور خودکار ترمز می‌شوند. این سازوکار برای امنیت وسایلی مانند چرخ چاه مهم است زیرا در آن باید در تمام مدت بالا آوردن بار از گردش معکوس دسته محرک جلوگیری شود.